# برج راز
بقایای برج راز مربوط به دوره پهلوی اول است و در شهرستان بجنورد، بخش راز و جرگلان، ۲ کیلومتری غرب شهر راز واقع شده و این اثر در تاریخ ۱۸ شهریور ۱۳۸۷ با شمارهٔ ثبت ۲۳۱۸۷ به‌عنوان یکی از آثار ملی ایران به ثبت رسیده است.